# Henriette Delamarre de Monchaux
Henriette Delamarre de Monchaux, de soltera conocida como Valentine Henriette Huberte Delamarre de Monchaux ( París, 11 de octubre de 1854 -12 de mayo de 1911), fue una naturalista, geóloga y paleontóloga francesa. Fue pionera en estas dos últimas disciplinas, convirtiéndose en especialista en un tipo de yacimiento marino. Sus obras, en particular Les Faluns de La Touraine, también apoyan la teoría de la evolución. También fue una feminista militante. En 1875 se casó con Pierre Lecointre, un conde romano. Firmó varios de sus artículos como la condesa Pierre Lecointre, y en ocasiones todavía se la sigue identificando  con ese apellido.

## Trayectoria
Henriette Delamarre de Monchaux era hija de Mathilde Lyautey y del pintor Théodore Didier Delamarre. Fue nieta del general Hubert Joseph Lyautey y del banquero y políticoThéodore-Casimir Delamarre.
El 25 de agosto de 1875 Henriette Delamarre de Monchaux se casó con el conde romano Pierre Lecointre (nacido en 1841) de quien adquirió el título de condesa Lecointre. Su marido era miembro de varias sociedades científicas, incluida la Sociedad Arqueológica de Touraine y la Sociedad Geográfica de París. El matrimonio tuvo dos hijas Marie y Mathilde, y un hijo, Georges. Vivieron en el castillo de Grillemont, en la comuna de Chapelle-Blanche-Saint-Martin (Indre-et-Loire). Ambos expresaron un fuerte apego al catolicismo romano y a la realeza. Fue presidenta de las Damas Realistas de Touraine.
La condesa mostró un gran interés por una amplia gama de temas, incluido el regionalismo a través del folclore de Touraine, convirtiéndose más tarde en una comprometida sufragista. También desarrolló un interés científico por la geología y la  paleontología.

### Investigación sobre depósitos de falun

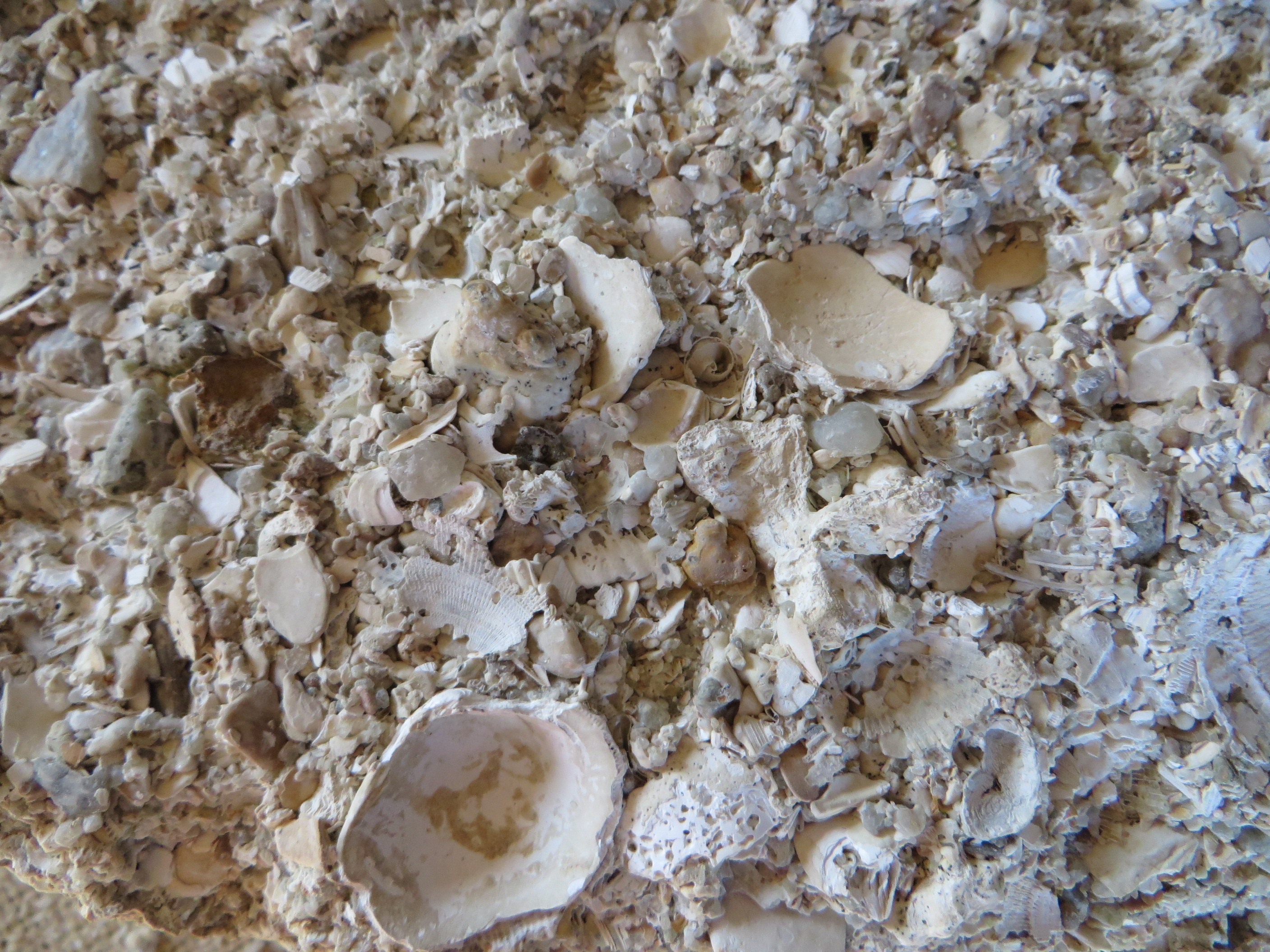
Falun es un depósito sedimentario marino que a menudo se encuentra disperso en vastas áreas, formado a partir de restos de conchas.

A partir de la década de 1890, la condesa Lecointre acumuló una importante colección de fósiles del período Mioceno y realizó, por propia iniciativa, estudios sobre los acantilados de Turena. Más tarde mantuvo intercambios regulares con otros científicos europeos, en particular Gustave-Frédéric Dollfus (1850-1931), presidente de la Sociedad Geológica Francesa, que ejerció una gran influencia en ella; Philippe Dautzenberg (1849-1935), malacólogo y zoólogo belga; Lucien Mayet (1874-1949), profesor de la Universidad de Lyon; y Constant Houlbert (1857-1945), entomólogo y profesor de la Universidad de Rennes.
También estuvo en contacto con investigadores de diferentes instituciones científicas como el Muséum d'Histoire Naturelle de París y la Société d’histoire naturelle de Loir-et-Cher de Blois. En 1908, fue admitida en la sección científica de la Sociedad de Agricultura, Ciencias, Artes y Literatura en el departamento francés de Indre-et-Loire.
Su trabajo se basó en su colección de fósiles. Participó en el estudio de los depósitos de Falun cercanos y los fósiles que encontró allí. Ella vio esto como una confirmación de la teoría del origen de las especies, elaborada por Charles Darwin, de la que fue una de las primeras defensoras. Los falun son rocas sedimentarias calcáreas del período Mioceno, generalmente friables. Dio a conocer su interés por este material como fertilizante agrícola adecuada para la mayoría de los suelos limosos ácidos de la vecina meseta de Sainte-Maure; los depósitos de falun, de hecho, representan sólo unas pocas manchas en un paisaje de suelos mediocres.
Su obra fue publicada entre 1907 y 1911. Su libro Les faluns de Touraine (Tours, 1908) revisa el registro fósil y la evolución de las ideas sobre el tema a lo largo de la historia. En 1909 colaboró con Lucien Mayet en una publicación sobre restos de mamíferos detectables en depósitos de falun. El mismo año, comparó las faunas de los depósitos de Touraine con las del Mioceno Medio recogidas en el sureste de Estados Unidos. Transmitió su pasión a su hijo Georges, que se convirtió en geólogo y paleontólogo.

### Causas humanitarias y feministas
Estuvo involucrada en varias causas humanitarias, sociales y feministas. En 1884, ayudó a fundar una sociedad de enfermería y, en 1908, el Congreso Nacional de Derechos Civiles y Sufragio de la Mujer. Delamarre de Monchaux también participó activamente en el Consejo Nacional de Mujeres Francesas. Como estrecha colaboradora de Hubertine Auclert, abogó periódicamente por el derecho al voto de las mujeres.

### Muerte y legado
Henriette Delamarre de Monchaux murió en París el 13 de abril de 1911. Le fueron dedicados los taxones Tristomanthus lecointreæ, Fibularia lecointreæ y Echinanthus lecointreæ, incluidas las especies de erizos de mar,  porque ella había recolectado los especímenes más estudiados.
Su hijo, el paleontólogo Georges Lecointre, continuó su trabajo, demostrando el valor del falun como mejorador del suelo agrícola. Legó gran parte de las colecciones de su familia al Museo de Prehistoria de Grand-Pressigny.